# Oligoryzomys
Oligoryzomys (Bangs, 1900) è un genere di roditori della famiglia dei Cricetidi  comunemente noti come colilargos.

## Descrizione

### Dimensioni
Al genere Oligoryzomys appartengono roditori di piccole dimensioni, con lunghezza della testa e del corpo tra 70 e 110 mm, la lunghezza della coda tra 85 e 155 mm e un peso fino a 40 g.

### Caratteristiche craniche e dentarie
Il cranio presenta un rostro delicato, una scatola cranica moderatamente grande e le arcate zigomatiche leggermente convergenti anteriormente. La bolla timpanica è di dimensioni normali. gli incisivi superiori sono lisci, i molari hanno la struttura delle cuspidi semplificata.
Sono caratterizzati dalla seguente formula dentaria:

### Aspetto
La pelliccia è soffice, le parti dorsali variano dal giallastro al bruno-arancione, talvolta con la groppa rossastra, mentre le parti ventrali sono bianche, grigie o giallo-brunastre. Le orecchie sono relativamente grandi e finemente ricoperte di piccoli peli. I piedi sono bianchi, l'alluce non raggiunge la prima falange del secondo dito, il quinto dito raggiunge la giuntura tra la prima e seconda falange del quarto dito. Ogni dito ha un ciuffo di peli alla base dell'artiglio. Sono presenti quattro cuscinetti plantari grandi e uno più piccolo. La coda è più lunga della testa e del corpo, cosparsa di pochi peli e spesso è più scura sopra e più chiara sotto. Le femmine hanno 4 paia di mammelle. sono privi di cistifellea.

## Distribuzione
Il genere è diffuso nel Continente americano, dalla Costa Rica fino all'Argentina ed al Cile meridionali.

## Tassonomia
Il genere comprende 22 specie viventi ed almeno 2 estinte in epoca storica:
- Oligoryzomys andinus
- Oligoryzomys arenalis
- Oligoryzomys brendae
- Oligoryzomys chacoensis
- Oligoryzomys costaricensis
- Oligoryzomys delicatus
- Oligoryzomys destructor
- Oligoryzomys flavescens
- Oligoryzomys fulvescens
- Oligoryzomys griseolus
- Oligoryzomys guille
- Oligoryzomys longicaudatus
- Oligoryzomys mattogrossae
- Oligoryzomys messorius
- Oligoryzomys microtis
- Oligoryzomys moojeni
- Oligoryzomys nigripes
- Oligoryzomys pachecoi
- Oligoryzomys rupestris
- Oligoryzomys stramineus
- Oligoryzomys utiaritensis
- Oligoryzomys vegetus
- Oligoryzomys victus †

Un'altra specie non descritta si è estinta in epoca storica sull'isola di Guadalupa.